# أرماندو سافيدرا
أرماندو سافيدرا (بالإسبانية: Armando Saavedra)‏ هو لاعب غولف أرجنتيني، ولد في 27 سبتمبر 1954 في لوس أنخليس في تشيلي.

## وصلات خارجية
- أرماندو سافيدرا على موقع رابطة أوروبا للاعبي الغولف المحترفين (الإنجليزية)